# Đức mẹ đồng trinh trong hang đá
Đức mẹ đồng trinh trong hang đá (tiếng Ý: Vergine delle rocce; Tiếng Anh: Virgin of the Rocks hoặc Madonna of the Rocks), là tên hai bức tranh của họa sĩ Phục hưng Ý Leonardo da Vinci có cùng chủ đề, bố cục giống hệt nhau ngoại trừ một số chi tiết quan trọng. Phiên bản thường được coi là phiên bản chính là phiên bản không được khôi phục và treo ở bảo tàng Louvre, Paris. Bức còn lại được khôi phục từ năm 2008 đến năm 2010 và được treo ở Phòng trưng bày Quốc gia London. Hai tác phẩm thường được gọi lần lượt là Louvre Virgin of the Rocks và London Virgin of the Rocks. Các bức tranh đều cao gần 2 mét (hơn 6 feet) và được vẽ bằng sơn dầu. Cả hai ban đầu đều được vẽ trên các tấm gỗ, nhưng phiên bản Louvre đã được phục hồi và chuyển sang toan vải.